# كريستين كلارك (منافسة ألعاب القوى)
كريستين كلارك (بالإنجليزية: Christine Clark)‏ هي منافسة ألعاب القوى أمريكية، ولدت في 10 أكتوبر 1962.

## وصلات خارجية
- كريستين كلارك على موقع الاتحاد الدولي لألعاب القوى (الإنجليزية)
- كريستين كلارك على موقع اللجنة الأولمبية الدولية (الإنجليزية)
- كريستين كلارك على موقع أوليمبيديا (الإنجليزية)